# زویاستوویتسه
زویاستوویتسه (به لهستانی:  Zwiastowice) یک روستا در لهستان است که در گمینا گووگووک واقع شده‌است.